# Roussan Camille
Roussan Camille, (1912-1961), poète, journaliste et diplomate haïtien.

## Biographie
Roussan Camille est né le 27 août 1912 à Jacmel.
Roussan Camille débuta sa vie professionnelle à la rédaction du journal de Charles Moravia, Le Temps. Il est nommé rédacteur en chef d'Haïti-Journal, quotidien du chef d'État Sténio Vincent. Sous ce même gouvernement, il est nommé, peu de temps après, premier secrétaire de la Légation d'Haïti à Paris.
En 1940, juste avant le début du conflit de la Seconde Guerre mondiale, il rentre à Haïti en passant par Casablanca au Maroc, ville portuaire qui lui inspire le poème Nedje.
En 1945, il est invité à couvrir les séances d'organisation des Nations unies à San Francisco.
Il devient haut fonctionnaire dans les ministères de l'Instruction publique, de la Santé publique puis du Tourisme.
En 1946, le président Dumarsais Estimé, le nomme secrétaire général de l'Exposition internationale de Port-au-Prince de 1949.
Partageant son temps entre Port-au-Prince et La Havane, avec des écrivains tiers-mondialiste et de Gauche, il écrit, en 1953, son poème Havane. Arrivé au pouvoir en 1959, Fidel Castro salue sa poésie qui parle des prolétaires et parias du monde.
Roussan Camille meurt le 7 décembre 1961 à Port-au-Prince.

## Œuvres
- Assaut à la nuit. Préface par René-Piquion. Port-au-Prince: Imprimerie de l'État, 1940; Rééditions Montréal: Mémoire d'encrier, 2003 (édition revue et corrigée); Port-au-Prince: Presses Nationales d'Haïti, 2005.
- Gerbe pour deux amis, avec Soutiers négres, 'Nedje et Heures inachevées, par Roussan Camille, Jean F. Brierre et F. Morrisseau-Leroy. Port-au-Prince, Éditions Deschamps, 1945, 26 p.
- La multiple présence, derniers poèmes. Sherbrooke (Québec)/Port-au-Prince, Éditions Naaman/Caraïbes, 1978, 99 p.

## Distinctions
- 1961 : Prix Dumarsais Estimé, pour l'ensemble de son œuvre poétique.
- 2004 : Prix littéraire Henri Deschamps (à titre posthume), pour l'ensemble de son œuvre poétique.